# Epidendrum dejeaniae
Epidendrum dejeaniae är en orkidéart som beskrevs av Chiron, Hágsater och Luis M. Sánchez. Epidendrum dejeaniae ingår i släktet Epidendrum och familjen orkidéer.
Artens utbredningsområde är Franska Guyana. Inga underarter finns listade i Catalogue of Life.